# Miss Mondo 1976
Miss Mondo 1976, la ventiseiesima edizione di Miss Mondo, si è tenuta il 18 novembre 1976, presso il Royal Albert Hall di Londra. Il concorso è stato presentato da Sacha Distel e Andy Williams. Cindy Breakspeare, rappresentante della Giamaica è stata incoronata Miss Mondo 1976.

## Risultati

### Piazzamenti
| Risultato       | Concorrente |
| --------------- | --- |
| Miss Mondo 1976 | - Giamaica - Cindy Breakspeare |
| 2ª classificata | - Australia - Karen Jo Pini |
| 3ª classificata | - Guam - Diana Marie Roberts Duenas |
| 4ª classificata | - Regno Unito - Carol Jean Grant |
| 5ª classificata | - Finlandia - Merja Helena Tammi |
| Finaliste       | - Paesi Bassi - Stephanie Flatow - Turchia - Jale Bayhan |
| Semifinaliste   | - Argentina - Adriana Laura Salguiero - Irlanda - Jakki Moore - Israele - Levana Abarbanel - Porto Rico - Ivette Rosado - Singapore - Pauline Poh Neo Cheong - Spagna - Luz Maria Polegre Hernández - Trinidad e Tobago - Patricia Anderson Leon - Venezuela - Maria Genoveva Rivero Gimenez |

### Riconoscimenti speciali
| Risultato        | Concorrente                                          |
| ---------------- | ---------------------------------------------------- |
| Miss Personality | - Africa meridionale - Veronica Rozette Kuki Mutsepe |
| Miss Photogenic  | - Irlanda - Jakki Moore                              |

## Concorrenti
- Africa meridionale - Veronica Rozette Kuki Mutsepe
- Argentina - Adriana Laura Salguiero
- Aruba - Maureen Wever
- Australia - Karen Jo Pini
- Austria - Monika Mühlbauer
- Bahamas - Mazorian (Zoie) Larona Miller
- Belgio - Yvette Aelbrecht
- Bermuda - Vivienne Ann Hollis
- Brasile - Adelaida Fraga de Oliveira Filha
- Canada - Pamela Mercer
- Cile - Maria Cristina Granzow
- Cipro - Andri Tsangaridou
- Colombia - Maria Loretta Celedon Holguin
- Corea del Sud - Shin Byoung-sook
- Costa Rica - Ligia Maria Ramos Quesads
- Curaçao - Viveca Francisca Marchena
- Danimarca - Susanne Juul Hansen
- Ecuador - Marie Clare Fontaine Velasco
- El Salvador - Soraya Camondari Zanotti
- Finlandia - Merja Helena Tammi
- Francia - Monique Uldaric
- Germania - Monika Schneeweiss
- Giamaica - Cynthia Jane (Cindy) Breakspeare
- Giappone - Noriko Asakuno
- Gibilterra - Rosemarie Parody
- Grecia - Rania Theofilou
- Guam - Diana Marie Roberts Duenas
- Guatemala - Marta Elisa Tirado Richardson
- Honduras - Maribel Ileana Ayala Ramirez
- Hong Kong - Christine Leung Ching-Man
- Irlanda - Jakki Moore
- Islanda - Sigridur Helga Olgeirsdóttir
- Isole Vergini Americane - Denise La Franque
- Israele - Levana Abarbanel
- Italia - Antonella Lombrosi
- Jersey - Susan Hughes
- Libano - Souad Nakhoul
- Lussemburgo - Monique Wilmes
- Malta - Jane Benedicta Saliba
- Messico - Carla Jean Evert Seguera
- Norvegia - Nina Kristine Ronneberg
- Nuova Zelanda - Anne Clifford
- Paesi Bassi - Stephanie Flatow
- Paraguay - Maria Cristina Fernández Samaniego
- Perù - Rocio Rita Lazcáno Mujica
- Porto Rico - Ivette Rosado
- Regno Unito - Carol Jean Grant
- Rep. Dominicana - Jenny Corporan Viñas
- Singapore - Pauline Poh Neo Cheong
- Spagna - Luz Maria Polegre Hernández
- Stati Uniti - Kimberly Marre Foley
- Sudafrica - Lynn Massyn
- Svezia - Ann Christin Gernandt
- Svizzera - Ruth Crottet
- Tahiti - Patricia Mareva Servonnat
- Thailandia - Duangcheewan Komolsen
- Trinidad e Tobago - Patricia Anderson Leon
- Turchia - Jale Bayhan
- Uruguay - Sara Alaga Valega
- Venezuela - Maria Genoveva Rivero Gimenez